# 蓋爾陡崖
72°55′S 75°23′E / 72.917°S 75.383°E
蓋爾陡崖（英語：Gale Escarpment）是南極洲的陡崖，處於哈丁山和威爾遜嶺以東，屬於格羅夫山脈的一部分，該陡崖根據澳大利亞探險隊的空中照片被繪入地圖。